# Ostrogi (skała)

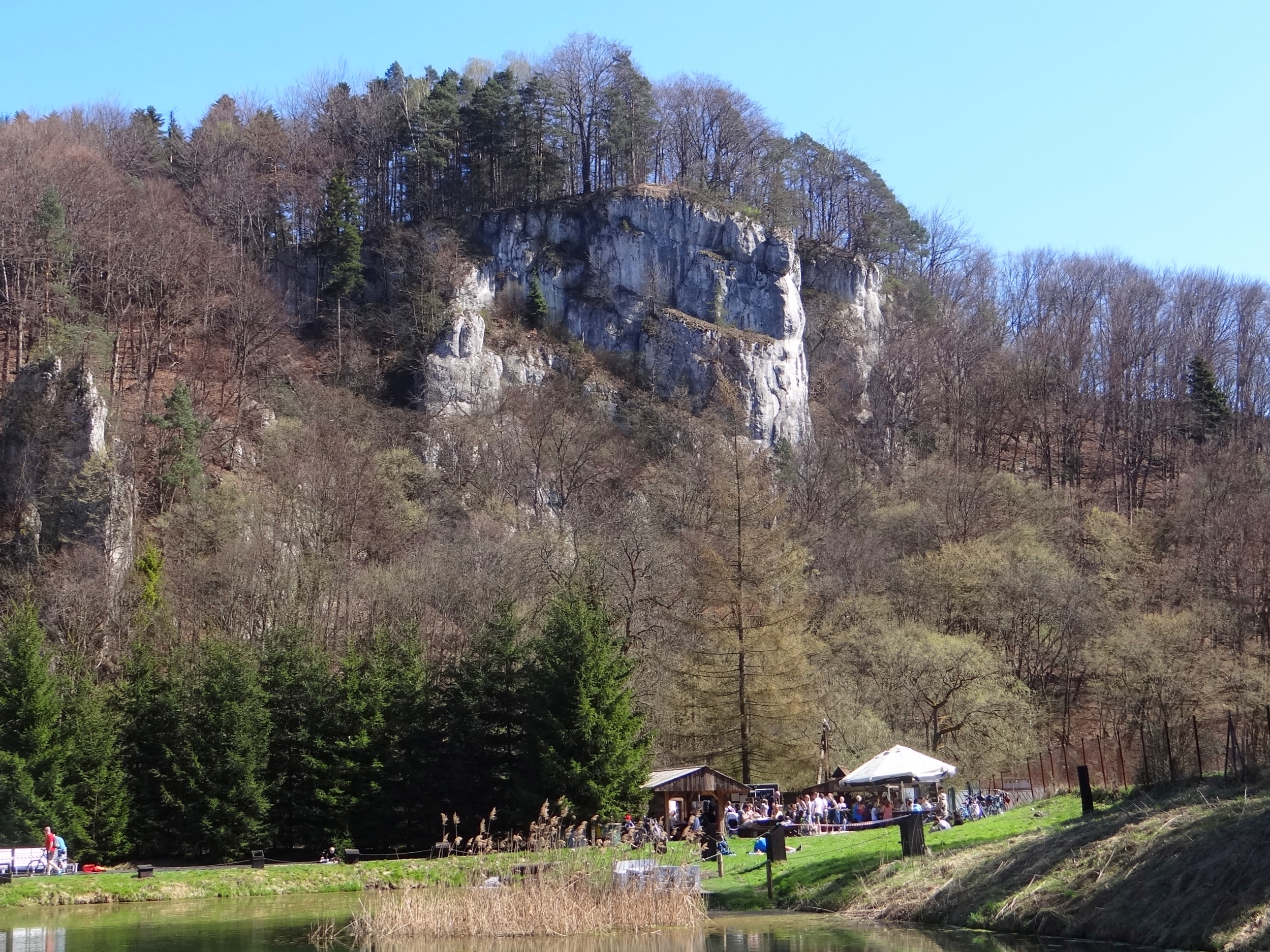

Ostrogi – skała w Ojcowskim Parku Narodowym. Znajduje się na orograficznie lewym, zalesionym zboczu Doliny Prądnika, tuż naprzeciwko stawów z hodowlą pstrąga. Ze skały Jonaszówka w zboczu tym widoczne są 4 grupy skał; kolejno od lewej są to: Czyżówki, Figowe Skały, Ostrogi i Bystra.
Ostrogi to duży masyw, do Doliny Prądnika opadający kilkoma kolumnami. Zbudowany jest ze skalistych, pochodzących z jury wapieni. Pod koniec trzeciorzędu wody Prądnika w wierzchowinie wyżłobiły wciętą na głębokość około 100 m dolinę. Ostrogi są jedną z licznych skał w jej zboczach.